# NGC 1701
NGC 1701 is een spiraalvormig sterrenstelsel in het sterrenbeeld Graveerstift. Het hemelobject werd op 6 november 1834 ontdekt door de Britse astronoom John Herschel.

## Synoniemen
- PGC 16352
- ESO 422-11
- MCG -5-12-10
- IRAS04539-2957